# Blackwood (groupe)
Pour les articles homonymes, voir Blackwood.
Blackwood (parfois orthographié Black Wood) est un groupe de musique reggae de Guyane.

## Discographie
- 1991 : Kidivini,
- 1997 : Time of Trouble[1],
- 2017 : Gangan yen di mo.